# تد رونی
تد رونی (متولد ۲۲ سپتامبر ۱۹۶۰) یک هنرپیشه و مربی آمریکایی است که به خاطر نقش موری دل در سریال دختران گیلمور، دکتر تاباش متخصص نوزادان در شبکه اورژانس و جان مک گاریگل در سریال اچ بی او امپراتوری بوردواک شناخته شده‌است.

## سنین جوانی و تحصیل
رونی در پورتلند، اورگان به دنیا آمد و بزرگ شد. او هفتمین فرزند از نه فرزند است. او از دبیرستان گرانت فارغ‌التحصیل شد، جایی که پدرش، اد رونی، معلم و مربی بسکتبال بود. رونی مدرک کارشناسی خود را در رشته تئاتر در کالج لوئیس و کلارک به پایان رساند و فوق لیسانس هنرهای زیبا خود را در رشته بازیگری در دانشگاه تمپل دریافت کرد.

## حرفه
بعد از کالج، رونی در آلمان بسکتبال نیمه‌حرفه‌ای بازی کرد. او به مدت شش سال در نیویورک زندگی کرد و به دنبال تئاتر بود، و ده سال در لس آنجلس زندگی کرد و به فعالیت‌های تئاتر، کارهای تجاری و حضور در تلویزیون پرداخت. او بازیگری برای تلویزیون را در پورتلند، اورگان تدریس می‌کند.

## فیلم‌شناسی

### فیلم
| سال  | عنوان                             | نقش                  | یادداشت  |
| ---- | --------------------------------- | -------------------- | -------- |
| ۱۹۹۶ | سلتیک پراید                       | تونی شپرد            |          |
| ۲۰۰۰ | Flintstones در Viva Rock Vegas    | اعتراف کننده         |          |
| ۲۰۰۰ | رقصیدن در ایگوانای آبی            | متصدی                |          |
| ۲۰۰۱ | استخوان میمون                     | درو گریم             | صدا      |
| ۲۰۰۱ | مردی که آنجا نبود                 | یکنوع بازی شبیه لوتو |          |
| ۲۰۰۱ | از نظر قانونی بلوند               | پسر پذیرش            |          |
| ۲۰۰۲ | دروغگوی چاق بزرگ                  | معلم خسته کننده      |          |
| ۲۰۰۲ | استاد مبدل                        | گارد امنیت           |          |
| ۲۰۰۲ | کار خون                           | پزشکی قانونی شماره ۱ |          |
| ۲۰۰۳ | ارزان‌تر توسط دوجین                | اصلی                 |          |
| ۲۰۰۴ | حسادت                             | حراجی مجلل           |          |
| ۲۰۰۷ | برهنه زیر بهشت                    | رئیس                 |          |
| ۲۰۱۱ | باکس ویل                          | دکتر دان فرنچ        |          |
| ۲۰۱۲ | رفته                              | هنری میسی            |          |
| ۲۰۱۲ | تعداد سلول                        | آبراهام واکر         |          |
| ۲۰۱۲ | سوراخ کشتن                        | جیمز                 |          |
| ۲۰۱۲ | Santa Paws 2: The Santa Pups      | آقای میلر            |          |
| ۲۰۱۲ | دختر آفتاب و شکار بچه‌های چشم سیاه | مادر بچه چشم سیاه    |          |
| ۲۰۱۳ | آینده کامل                        | تونی                 |          |
| ۲۰۱۴ | ثابت ایستاده                      | جک                   |          |
| ۲۰۱۴ | وحشی                              | مرد دیوانه           | بی‌اعتبار |
| ۲۰۱۵ | آب و هوای بیرون                   | دانیال               |          |
| ۲۰۱۶ | بی‌لیاقت                           | علامت                |          |
| ۲۰۱۸ | آخرین حضور در آیداهو              | مک نیلی              |          |
| ۲۰۱۸ | خیلی شکسته                        | دکتر آرمسترانگ       |          |
| ۲۰۱۹ | گاو اول                           | فورت ترپر            |          |
| ۲۰۲۰ | <i id="mw3g">مرد آب</i>           | ادوارد شال           |          |
| ۲۰۲۰ | آخرین قهرمان                      | آقای مک کورمیک       |          |
| ۲۰۲۲ | نشان دادن                         | تد                   |          |
| ۲۰۲۲ | از دست دادن ادیسون                | دکتر آلفرد هانتر     |          |
| ۲۰۲۳ | کسی که قبلاً می‌شناختم              | بری                  |          |